# ウィルヘルミーナ・ジャパン
ウィルヘルミーナ・ジャパン (Wilhelmina Japan) は東京に本社を置くモデル事務所である。招聘外国人モデルとカメラマンなどクリエイターのマネージメントを行う。

## 概要
スーパーモデルウィルヘルミーナ・クーパーによって設立された世界最大級のモデル事務所ウィルヘルミーナ・モデルズの日本法人として設立された。招聘外国人モデル、カメラマン、スタイリスト、ヘアメイクアップアーティストなどのクリエイターのマネージメントを中心に行う。その他日本人モデルと文化人のマネージメントも行う。